# Allan Border
Allan Robert Border AO (né le 27 juillet 1955), parfois surnommé A.B., est un ancien joueur de cricket australien. Il joua 156 tests au cours de sa carrière internationale avec l'équipe d'Australie, ce qui était un record pour son époque. Il était en particulier reconnu comme étant un excellent batteur gaucher.

## Honneurs
- Un des cinq Wisden Cricketers of the Year de l'année 1982.
- Membre de l'Australian Cricket Hall of Fame depuis 2000.
- Membre de l'ICC Cricket Hall of Fame depuis 2009 (membre inaugural).

## Records et performances

### EnTest
- Plus grand nombre de sélections consécutives (153).
- Plus grand nombre de sélections en tant que capitaine (93).
- Seul joueur à avoir marqué plus de 150 runs au cours des deux innings d'un même match.
- Plus grand nombre d'innings au-delà de 50 runs (90).
- Deuxième plus grand total de runs (11174, derrière Brian Lara qui l'a dépassé en 2005).